# Mátra 115
A Mátra 115 hosszútávú (124 km) teljesítménytúra a Mátra legmagasabb csúcsain. A teljesítménytúra egy 124 kilométer hosszú, 6374 méter szintemelkedésű, 30 órás szintidejű, rendkívül megterhelő kihívás. Mivel teljesítménytúra, így alapvetően önmagunkat kell legyőznünk. De, mint az szokássá vált más teljesítménytúrákon, itt is értékeli a rendezőség a helyezéseket.

### Története
Első alkalommal 1994-ben került megrendezésre a Mátra 115. Ezt követően három alkalommal, 1997-ig, majd 1998-ban lényegében azonos koncepció szerint volt egy hasonló rendezés Maratoni Menet a Mátrában néven. Ezután 10 év szünet következett, nem volt megrendezve. 2009-ben, egy túra alkalmával merült fel az újraindítás ötlete az egykori rendezők részéről. Így 2009. június 6-án új életre kelt a Mátra 115.

### Részvétel feltételei
A Mátra 115-re kötelező előregisztráció van. A túra létszámkorlátos. 2013-ig a létszám a két távon összesen 200 főben lett meghatározva. 2014-ben, a teljesítménytúrázás növekvő népszerűsége miatt 300 fő indulása lett engedélyezve. A rendezőség egészségügyi alkalmassági igazolást nem kér. A részvétel alap esetben ingyenes. Ellátás, támogatás kérése esetén a kért ellátás előzetes kifizetése szintén indulási feltétel. Nem feltétel, de nagyon megfontolandó, hogy ez az egyik legnagyobb terhelésű teljesítménytúra Magyarországon, ezért csak úgy belevágni nem szabad.

### Résztvevők, eredmények, statisztikák
2014-ben 277 fő indult. A 115-ös távot 2013-ban 152 fő, 2014-ben 181 fő teljesítette. A 88-as távot 2013-ban 32 fő, 2014-ben 66 fő. 2014-ben Vasilache Marius (RO) által teljesített 14:50-es idő a rekord.

### Távok, útvonal

#### Távok
- 1994 és 1998 közt volt 33, 55, 72, 88 és 115 kilométeres táv.
- 2009 és 2011 közt volt 55, 88, 115 (124) kilométeres táv.
- 2012 óta csak 88 és pontos mérés alapján 124,04 kilométeres "115"-ös táv.

#### Útvonalak
Az eredeti útvonal többször módosult. 
- 94 és 98 közt: Sirok (Sólyom-folyás melletti rét) - Kékes - Parádsasvár - Galyatető - Lajosháza - Mátraszentimre - Nagybátony - Ágasvár-csúcs - Mátrakeresztes - Muzsla - Diós-patak, innen megegyezik a jelenlegivel.
- A következő évben kimaradt Nagybátony és csak Szorospatakig ment le az útvonal. Új szakaszként bekerült Mátraháza, Galyatető és Lajosháza közé.
- 1998-ban nem Gyöngyöstarjánban volt a cél, hanem Mátraszentimrén. Valamint Tót-hegyestől visszament Bagolyirtás - Mátraszentimre felé.
- 2009-től:
  - A 115-ös útvonal:[2] Kisnána – Jagus – Oroszlánvár – Kékestető – Parádsasvár – Galyatető – Mátraalmás – Galyavár – Galyatető – Hatökör–ura – Mátraháza – Lajosháza – Mátraszentimre – Szorospatak – Ágasvári–th. – Ágasvár – Fallóskút – Mátrakeresztes – Hidegkúti–th. – Nagyparlag – Muzsla – Diós–patak – János–vára – Kénes–forrás – Havas – Fajzatpuszta – Káva – Tót–hegyes – Rossz–rétek – Világoshegy – Gyöngyöstarján[3]
  - A 88-as táv ugyanezen az útvonalon megy, de a Hidegkúti turistaháztól lemegy Tót-hegyeshez, és onnan az eredeti útvonalon folytatja. Ez egyben mentőövként is szolgál azoknak, akik nem bírják a megpróbáltatásokat, de nem akarnak teljesítés nélkül távozni. Átnevezésre a 115-ről a 88-ra Hidegkúti turistaháznál van lehetőség.

### Ellátás a túrán
A túra önköltséges. A résztvevők kérhetnek ellátást egységes térítés ellenében. Ez számos ennivalón kívül többféle édességben, és a résztvevők által hozott gyakran különleges táplálékokból áll.
A folyadék pótlásra az egyszerű forrásvíztől kezdve a támogatott izotóniás italig szinte minden megtalálható.

### Díjazás
A Mátra 115 / 88 teljesítői a szokásos kitűző vagy jelvény helyett egy kifejezetten erre a célra készülő kődíjazást  választhatnak maguknak. Ezen túl teljesítői póló, oklevél kérhető.